# 冰塔嶺
冰塔嶺（英語：Ice Tower Ridge）是南極洲的山嶺，位於羅斯島，處於埃里伯斯火山西南坡，海拔高度3,540米，名稱取自噴孔冰塔，現時由南極條約體系管理。